# Сети (книга)
«Сети» (подзаголовок — «Первая книга стихов») — первая книга стихов Михаила Кузмина. Впервые вышла в 1908 г. в издательстве «Скорпион» с обложкой Н. Феофилактова.
Первые три части книги — «Любовь этого лета», «Ракеты» и «Мудрая встреча», в качестве четвёртой части помещён цикл «Александрийские песни» с посвящением Феофилактову, ранее публиковавшийся в журнале Валерия Брюсова «Весы» и позже издавался отдельно (издательство «Прометей», 1919), в том числе с нотами.
Как полагает Н. А. Богомолов, сборник «построен как трилогия восхождения от любви обманной к подлинной, являющей собой аналог божественной». По мнению Д. В. Кузьмина, четырёхчастность книги отсылает к четырёхчастной форме сонаты или симфонии, в которой финал «предстаёт разрешением противоречивых устремлений (в условное прошлое — в узко интимный свой мирок — в пространство экзистенциального опыта) <…> в одну точку — ощущение гармонической слитности бытия: „Как люблю я, вечные боги, / прекрасный мир!“»
В 1915 г. было осуществлено второе издание «Сетей» с большими изъятиями, сделанными военной цензурой. В 1923 г. сборник был переиздан (с согласия автора) берлинским издательством «Петрополис».